# حي الملك فيصل
حي الملك فيصل من الأحياء المعروفة في شرق مدينة الرياض بالمملكة العربية السعودية، يرتبط بعدة شوارع رئيسية مثل طريق الملك عبد الله بن عبد العزيز من الشمال، وشارع خالد بن الوليد من الغرب، وطريق الأمير بندر بن عبد العزيز من الجنوب، وطريق الشيخ حسن بن حسين بن علي وأيضا عبد الرحمن الناصر من الشرق، ويشمل جميع الخدمات الحكومية.
يضم الحي مبنى شرطة الروضة ودائرة الحقوق المدنية ، كما يضم الحي مقرّ الشركة السعودية للكهرباء بشرق الرياض ، يمتاز الحيّ بكثرة المداخل والمخارج وكثرة الشوارع التجارية والعمائر السكنية ، كما كان يشتهر في الماضي بكثرة القصور التي يعود معضمها إلى أبناء الأسرة المالكة السعودية. 